# Centro Universitário Autônomo do Brasil
O Centro Universitário Autônomo do Brasil (UniBrasil) é uma instituição de ensino superior privada brasileira, com sede na cidade de Curitiba, no estado do Paraná. Foi fundado em 2000, por professores doutores da Universidade Federal do Paraná, e possui cursos de graduação, pós-graduação, mestrado e doutorado em Direito. 

## História e formação
A Instituição recebeu autorização de funcionamento (com o nome de Faculdade de Ciências Sociais Aplicadas do CEJUS) por meio da Portaria Ministerial n.º 261 de 3 de março de 2000, publicada no Diário Oficial da União em 9 de março de 2000, oferecendo apenas o curso de graduação em Direito. Na metade do ano de 2003, transformou-se nas Faculdades Integradas do Brasil  e, em Dezembro de 2014, recebeu o reconhecimento do Ministério da Educação como Centro Universitário Autônomo do Brasil.

## Campus

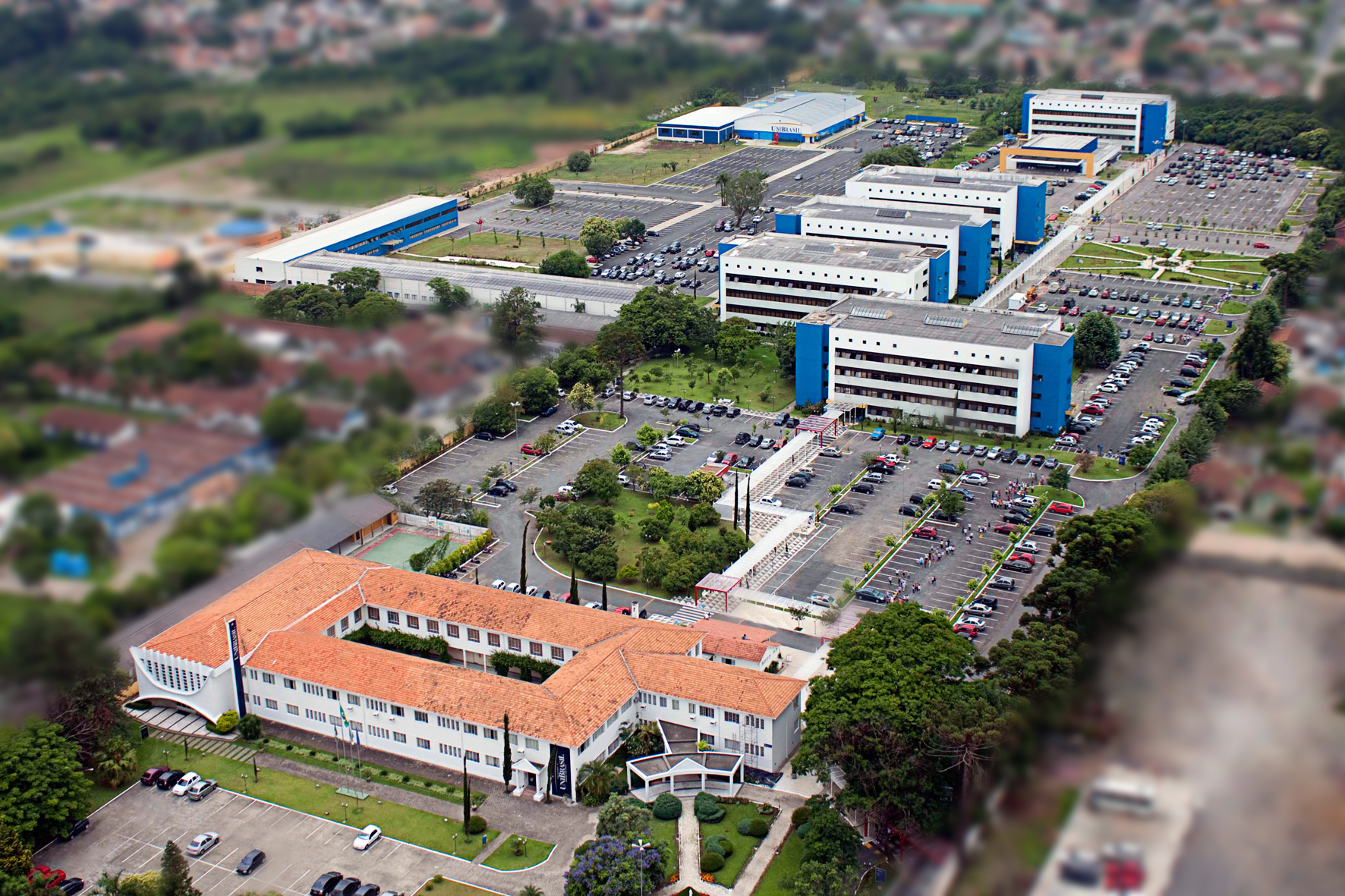
Foto aérea do campus do UniBrasil no bairro do tarumã na cidade de Curitiba

O UniBrasil possui um campus de cento e cinquenta mil m², localizado no bairro do Tarumã, em Curitiba.

### BibliotecaHelena Kolody
Localizada no Bloco 03, tem uma área de mil m² destinada ao acervo, sala de leitura, salas de estudo em grupo, estações para estudo individual com microcomputadores, wi-fi, espaço para processo técnico e terminais para consulta ao acervo

### Clinica Integrada de Saúde
Em 2012, aconteceu a abertura das clínicas de fisioterapia, psicologia e nutrição.  Este projeto foi ampliado e, no mês de fevereiro de 2015, foi inaugurada a Clínica Integrada de Saúde com a inclusão do atendimento de enfermagem, no bairro tarumã. Direcionada à pessoas carentes, a iniciativa do UniBrasil Centro Universitário tem como principal finalidade oferecer uma alternativa acessível e de qualidade na área de saúde, em um local projetado exclusivamente para que alunos, professores e usuários possam atuar juntos e em benefício mútuo. 

### Núcleo de Prática Jurídica (NPJ)
O Núcleo de Prática Jurídica (NPJ) foi criado para oferecer atendimento gratuito às demandas judiciais da população carente e permitir que os acadêmicos dos últimos anos do curso de direito do UniBrasil Centro Universitário atuem diretamente na advocacia consultiva e contenciosa. Assim, o NPJ tem contribuído com a comunidade há quatorze anos, antes anexo ao bloco seis do campus, no bairro Tarumã. Completamente reestruturado e em novo endereço, no bairro Alto da XV. Os atendimentos são direcionados para pessoas de Curitiba e Pinhais, que podem agendar um horário por telefone ou de forma presencial. Com hora marcada, o usuário será direcionado para o serviço social.  São necessários documentos básicos para que seja iniciada a demanda e, depois, ele será direcionado para o atendimento jurídico, em que o professor atua em conjunto com os alunos e dão entrada no processo.

## Pós-graduação

### stricto sensuMestrado e Doutorado em Direitos Fundamentais e Democracia
Propõe a investigação continuada entre as possíveis relações, conexões, interdependências e intercorrências entre a os direitos fundamentais e a teoria da democracia. Definindo os direitos fundamentais como patamar civilizacional insuperável, passa-se a compreender o princípio democrático como pressuposto de organização política legítima, seja no contexto do estado nacional, seja nas demais comunidades políticas supranacionais.
Trata-se, fundamentalmente, de área de concentração que abarca pesquisas relativas aos dois pilares do Estado Democrático de Direito, como "plus" que o diferencia do Estado Social que o antecedeu. Assim sendo, sem descurar-se das perspectivas supranacionais dos direitos fundamentais e da democracia, a área de concentração proposta no presente projeto abre espaço para a investigação sobre as intercorrências desses dois pressupostos tanto no âmbito do Estado Nacional quanto no âmbito do direito implicado pela internacionalização.
O mestrado possuí conceito 4 no capes 

### lato sensuPós-graduação
A pós-graduação UniBrasil oferece cursos de MBA e Especialização